# Fazenda Rio Grande
Fazenda Rio Grande è un comune del Brasile nello Stato del Paraná, parte della mesoregione Metropolitana de Curitiba e della microregione di Curitiba.
Il comune venne fondato il 26 gennaio 1990 e si trova a 35 km dalla capitale dello Stato Curitiba.